# Серпневе (селище)
Серпне́ве (у минулому: Село № 8, до 14.11.1945 Ляйпціґ) — селище Тарутинської селищної громади в Болградському районі Одеської області, Україна.

## Географія
Селище міського типу Серпневе розташований на лівому березі річки Когильник. Поблизу північно-західної околиці протікає річка Скиноса. Відстань до центру громади становить близько 21 км і проходить автошляхом Т 1627. Найближча залізнична станція Бессарабка (Молдова) знаходиться за 4 км. У селищі розташований пункт пропуску через молдавсько-український кордон Серпневе 1 — Басараб'яска.

## Історія
Засноване у 1800 році німецькими колоністами. Входило до складу Клястицької волості Аккерманського повіту Бессарабської губернії. У 1815 та 1816 роках селище називали Скінос, опісля — Єкатеринин двір (на пам'ять про Єкатерину ІІ). З 1817 році стали використовувати назву Лейпциг, на пам'ять про Битву народів (під Лейпцигом). 14 листопада 1945 року село Лейпциг отримало назву «Серпневе» на честь звільнення в серпні 1944 року від нацистських окупантів, одночасно перейменована і сільрада. Відповідно до Указу Президії Української СРСР від 10 січня 1947 року село Серпневе віднесено до категорії селищ міського типу з перетворенням Серпнівської сільської Ради на селищну Раду.
12 червня 2020 року, відповідно до Розпорядження Кабінету Міністрів України від № 724-р «Про визначення адміністративних центрів та затвердження територій територіальних громад Одеської області», увійшло до складу Тарутинської селищної територіальної громади.
19 липня 2020 року, в результаті адміністративно-територіальної реформи і ліквідації Тарутинського району, селище увійшло до складу новоутвореного Болградського району.

## Населення

### Чисельність
| 1959    | 1970    | 1979    | 1989    | 2001    |
| ------- | ------- | ------- | ------- | ------- |
| 2 723   | ▼ 2 603 | ▼ 2 374 | ▬ 2 370 | ▼ 1 836 |
| 2003    | 2004    | 2005    | 2006    | 2007    |
| ▼ 1 801 | ▬ 1 801 | ▬ 1 803 | ▼ 1 782 | ▼ 1 772 |
| 2008    | 2009    | 2010    | 2011    | 2012    |
| ▬ 1 779 | ▲ 1 781 | ▲ 1 792 | ▬ 1 786 | ▲ 1 803 |
| 2013    | 2014    | 2015    | 2016    | 2017    |
| ▼ 1 790 | ▼ 1 777 | ▬ 1 791 | ▲ 1 797 | ▬ 1 798 |
| 2018    | 2019    | 2020    | 2021    | 2022    |
| ▼ 1 778 | ▼ 1 774 | ▼ 1 767 | ▬ 1 774 | ▼ 1 743 |

### Мова
Розподіл населення за рідною мовою за даними перепису 2001 року:
| Мова       | Кількість | Відсоток |
| ---------- | --------- | -------- |
| російська  | 1239      | 67.48%   |
| гагаузька  | 201       | 10.95%   |
| болгарська | 139       | 7.58%    |
| румунська  | 133       | 7.24%    |
| українська | 123       | 6.70%    |
| вірменська | 1         | 0.05%    |
| Усього     | 1836      | 100%     |

## Сьогодення
На території селищної ради функціонують:
- Серпневський навчально-виховний комплекс «загальноосвітня школа I—III ступенів — дошкільний навчальний заклад»;
- Серпневська селищна лікарняна амбулаторія загальної практики сімейної медицини;
- Серпневське відділення швидкої медичної допомоги;
- Будинок культури «Серпневе»;
- Тарутинська дитяча школа музичного виховання;
- МПК Серпневе;
- КП «Лейпциг»;
- ТОВ «Лоза ВА»;
- ТОВ «Украгросвет»;
- ФГ «Серпневе-Л».

## Народилися
Димчогло Віталій Федорович (06.06.1984 — 23.03.2024) — український військовослужбовець, учасник російсько-української війни,«Почесний громадянин Тарутинської селищної територіальної громади».